# Tour de Okinawa
Tour de Okinawa – jednodniowy (w latach 2008–2011 dwudniowy) wyścig kolarski rozgrywany corocznie wokół Okinawy w Japonii.
Organizowany corocznie od 1989 w formie jednodniowej, z wyjątkiem lat 2008–2011, gdy odbywał się w formie dwudniowej (kryterium uliczne w 1. dniu i wyścig ze startu wspólnego w 2. dniu).
W 1999 włączony do kalendarza UCI z kategorią 1.5. Od 2005 włączony do cyklu UCI Asia Tour – w latach 2005–2007 z kategorią 1.2, w latach 2008–2011 z kategorią 2.2 i od 2012 ponownie z kategorią 1.2.
Rozgrywany był również kobiecy wyścig o tej samej nazwie.

## Zwycięzcy
Opracowano na podstawie:
| Rok  | Pierwsze           | Drugie                | Trzecie              |
| ---- | ------------------ | --------------------- | -------------------- |
| 1989 | Kazuo Oishi        |                       |                      |
| 1990 | Kyōshi Miura       |                       |                      |
| 1991 | Takahiro Yamada    |                       |                      |
| 1992 | Gianluca Tarocco   |                       |                      |
| 1993 | Takahiro Yamada    |                       |                      |
| 1994 | Tomokazu Fujino    |                       |                      |
| 1995 | Wong Kam Po        |                       |                      |
| 1996 | Ken Hashikawa      | Daisuke Imanaka       | Stephan Gottschling  |
| 1997 | Tomokazu Fujino    |                       |                      |
| 1998 | Wong Kam Po        | Tomokazu Fujino       | Kazuyuki Manabe      |
| 1999 | Mark Walters       | Yasuhiro Yamamoto     | Shinichi Fukushima   |
| 2000 | Wong Kam Po        | Kazuyuki Manabe       | Masamichi Yamamoto   |
| 2001 | Makoto Iijima      | Guillem Muñoz Cubeles | Shinri Suzuki        |
| 2002 | Paul Redenbach     | Satoshi Hirose        | Yasutaka Tashiro     |
| 2003 | Kazuya Okazaki     | Guillem Muñoz Cubeles | Mark McCormack       |
| 2004 | Wong Kam Po        | Shinichi Fukushima    | Jacob Erker          |
| 2005 | Yasutaka Tashiro   | Kazuo Inoue           | Dawid Krupa          |
| 2006 | Takashi Miyazawa   | Kazuhiro Mori         | Yukiya Arashiro      |
| 2007 | Takashi Miyazawa   | Kazuhiro Mori         | Yukiya Arashiro      |
| 2008 | Yukiya Arashiro    | Miyataka Shimizu      | Mitsuhiro Matsumura  |
| 2009 | Kenji Itami        | Takayuki Abe          | Shinichi Fukushima   |
| 2010 | Shinichi Fukushima | Kenji Itami           | Jun’ya Sano          |
| 2011 | Kazuhiro Mori      | Taiji Nishitani       | Jun’ya Sano          |
| 2012 | Thomas Palmer      | Yusuke Hatanaka       | Yasuharu Nakajima    |
| 2013 | Sho Hatsuyama      | José Vicente Toribio  | Cheung King Wai      |
| 2014 | Nariyuki Masuda    | José Vicente Toribio  | Shōtarō Iribe        |
| 2015 | Jason Christie     | Shōtarō Iribe         | Benjamín Prades      |
| 2016 | Nariyuki Masuda    | Jai Crawford          | Kōhei Uchima         |
| 2017 | Jun’ya Sano        | Koos Jeroen Kers      | Yusuke Hatanaka      |
| 2018 | Alan Marangoni     | Freddy Ovett          | Feng Chun-kai        |
| 2019 | Nariyuki Masuda    | Kōhei Uchima          | Benjamín Prades      |
| 2022 | Benjamín Prades    | Genki Yamamoto        | José Vicente Toribio |